# Erik Lamela
Erik Manuel Lamela Cordero (Carapachay, Provincia de Buenos Aires, Argentina, 4 de marzo de 1992) es un exfutbolista argentino. Jugaba como enganche o delantero. Actualmente es ayudante de campo de Matías Almeyda en el Sevilla F. C.
Se inició en las inferiores de River Plate y tuvo un frustrado pase al F. C. Barcelona cuando solo tenía doce años. El club catalán ofreció 120 000 euros anuales, pero sus padres rechazaron la oferta. En 2009 debutó en la primera división en el Club Atlético River Plate, donde jugó tres temporadas. Gracias a su desempeño en la última de ellas, en 2011 fue traspasado en 18 millones de euros a la AS Roma, club en el que se desempeñó dos años y no obtuvo ningún título. A mediados de 2013 fue transferido al Tottenham Hotspur de Inglaterra. En 2021, se convirtió en jugador del Sevilla Fútbol Club. Más tarde en el 2024 llegaría al AEK Atenas como agente libre donde duraría una temporada para después retirarse definitivamente del fútbol.

## Trayectoria

### Inferiores
Erik Lamela se hizo conocido cuando en el año 2004, el F. C. Barcelona reconoció su intención de ficharlo con tan solo 12 años.
Sin embargo, el presidente de River Plate, José María Aguilar, llegó a un acuerdo con los padres del niño para que continuase en los equipos infantiles del club y no se fuera a España.
En su etapa de inferiores, perdió un solo clásico ante Boca Juniors, y de hecho convirtió dos goles en un River - Boca clasificatorio para un torneo juvenil en París. En este encuentro triunfó el conjunto de la Banda Roja. Se recuerda una fuerte lesión en el 2007 que lo alejó de las canchas por 5 meses, cuando él transitaba por la octava división, luego de un violento y duro cruce por parte de un jugador (Juan Cruz sosa) de Gimnasia y Esgrima La Plata, propiciándole una rotura ligamentaria con fractura de tibia y desgarro forzado de soleo.
Erik no tuvo oportunidades para mostrarse en Primera y volvió a jugar con su categoría. "Coco", como le dicen sus amigos, continuó jugando a un buen nivel y, a falta de tres jornadas para que se terminase el Torneo Clausura 2009, Néstor Gorosito volvió a incluirlo en una lista, aunque en este caso en la nómina de concentrados contra Tigre. Finalmente ingresó a los 35' del segundo tiempo reemplazando a Robert Flores y teniendo participación en el 3-1 final del partido.

### River Plate
Con la llegada de Daniel Alberto Passarella a la presidencia del club, Lamela firmó un contrato de 4 años que incluía una cláusula de rescisión de 20 millones de euros. Meses después, en el Torneo Apertura 2010 logró continuidad, jugando como centrocampista derecho o enganche, para transformarse en uno de los titulares de River.
Después de sus buenas primeras actuaciones en el Apertura 2010, varios equipos europeos volvieron a interesarse por él y llegó el rumor de una oferta de 12 millones de euros por el 50% del pase, pero el club la rechazó.
Durante la fecha 17 marcó su primer tanto contra Colón para darle el empate parcial a River, el partido terminaría 2-1 con el marcador a favor de River Plate. A pesar de que un emisario del A. C. Milan estuvo en el campo de Colón para observarlo atentamente, el enganche de 18 años comentó que de ninguna manera pensaba marcharse al exterior.
Más adelante en la última fecha de este mismo torneo marcó su otro tanto ante Lanús de visitante, de zurda, tras un centro desde el sector derecho.
Tras la salida del último gran ídolo riverplatense, Ariel Arnaldo Ortega, a Lamela se le otorgó la mítica dorsal número 10 de River para afrontar el Clausura 2011.
En la segunda fecha del Clausura 2011 anota su tercer gol contra Huracán y su primer gol en el Estadio Monumental, definiendo de zurda por encima del arquero.
River había recibido sondeos de ofertas de hasta 18 millones de Euros por parte del Atlético de Madrid y de 20 millones por el AC Milan.
River había manifestado que no vendería a "Coco", pero el bajon de su equipo y la crisis económica de la institución llevó al club a la venta de Erik. El 8 de julio de 2011 se confirmó la transferencia a la A. S. Roma en 18 millones de euros.
Lamela cerró su etapa en el River Plate con 36 partidos disputados, 4 goles marcados, y dejando al equipo descendido a la segunda categoría del fútbol argentino. Aunque es uno de los pocos reconocidos por el hincha, por su buen juego en esa temporada deplorable de la historia riverplatense.

### A. S. Roma

#### Temporada 2011-12
El 6 de agosto de 2011 fue fichado por la A. S. Roma. El 20 de agosto fue presentado como nuevo jugador de la Roma, llevando la camiseta número 8.
El 23 de octubre de 2011 Erik hace su debut en la Serie A, marcando un gol para la victoria ante el US Palermo en la 8.ª jornada de la Serie A. El 20 de diciembre debido a sus actuaciones en su primera temporada en la Serie A y juventud, Francesco Totti, símbolo y capitán de la A. S. Roma señaló a Lamela como su sucesor, diciendo lo siguiente: "Lamela tiene todo para ser mi heredero".

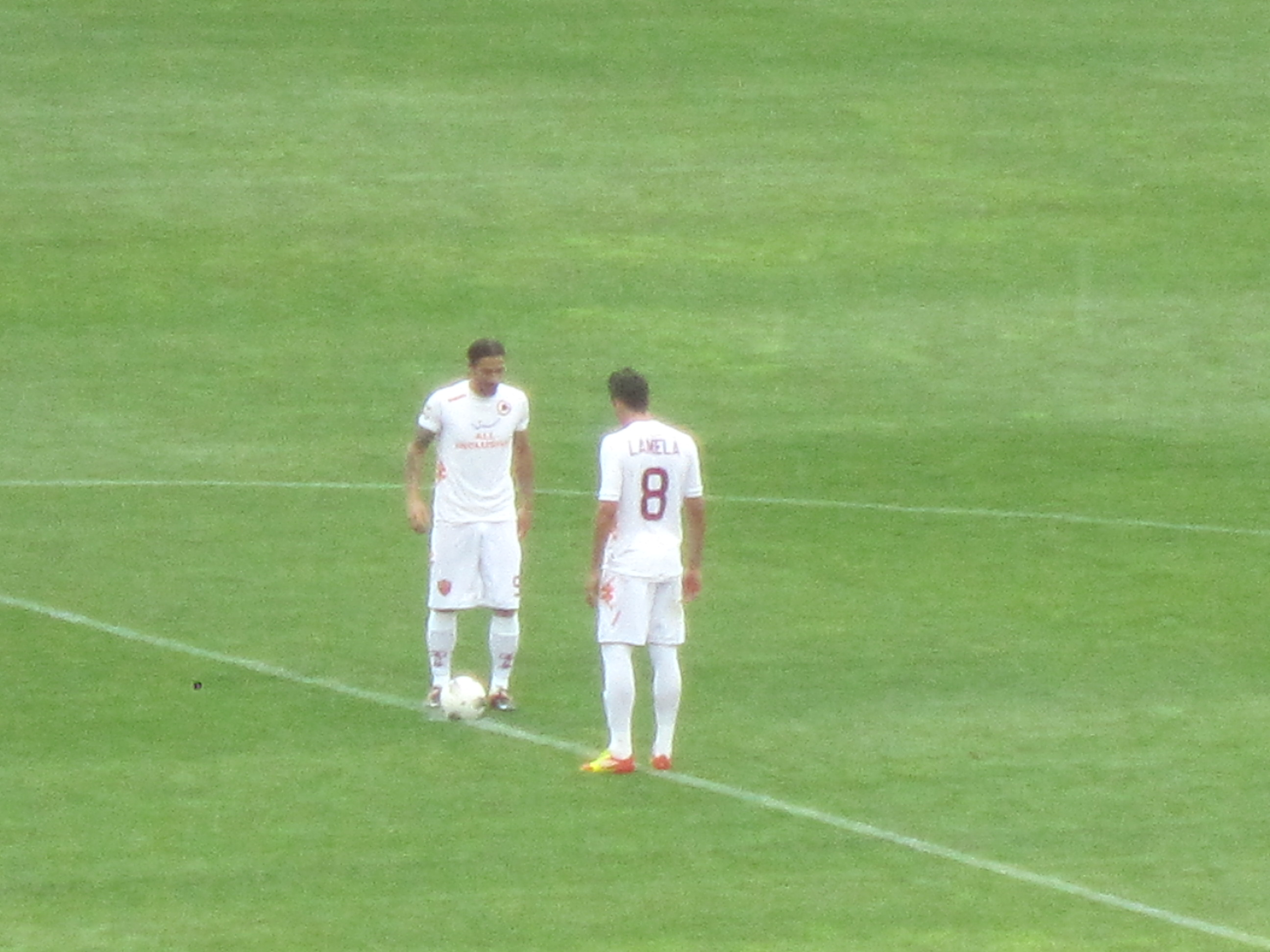
Lamela y Osvaldo en el partido U. S. Lecce 4-2 Roma, del 7 de abril de 2012.

 El 11 de enero de 2012, en los cuartos de final de la Copa de Italia contra la Fiorentina, marcaría sus primeros dos goles en la victoria de su equipo 3-0. El 1 de abril, la A. S. Roma recibía al Novara Calcio el partido terminó con victoria para el equipo de la capital 5-2 y Lamela entró a los 63 minutos en reemplazo de Bojan Krkić y a los 91 marcó.
El 7 de abril, en la jornada siguiente, Lamela metió de falta aunque no sirvió de nada ya que la A. S. Roma caería 4-2 ante el U. S. Lecce. El 13 de mayo, en la última jornada de la Serie A, la A. S. Roma cerraría su participación contra el Cesena con una victoria 3-2 con sabor a poco ya que no logró clasificarse a la Liga Europa de la UEFA.

#### Temporada 2012-13
Para el segundo semestre del 2012 el argentino tuvo un gran inicio de temporada anotando 8 goles en tan solo 11 partidos jugados, más de los goles anotados en toda la temporada anterior, consolidándose como una de las piezas claves del equipo romano.
El 11 de noviembre logra marcar su octavo gol en la temporada nada más ni nada menos que en el clásico romano frente a la Lazio el cual terminaría 3-2 a favor de los aquilotti. El 22 de diciembre marca un doblete en la goleada 4-2 ante el AC Milan.

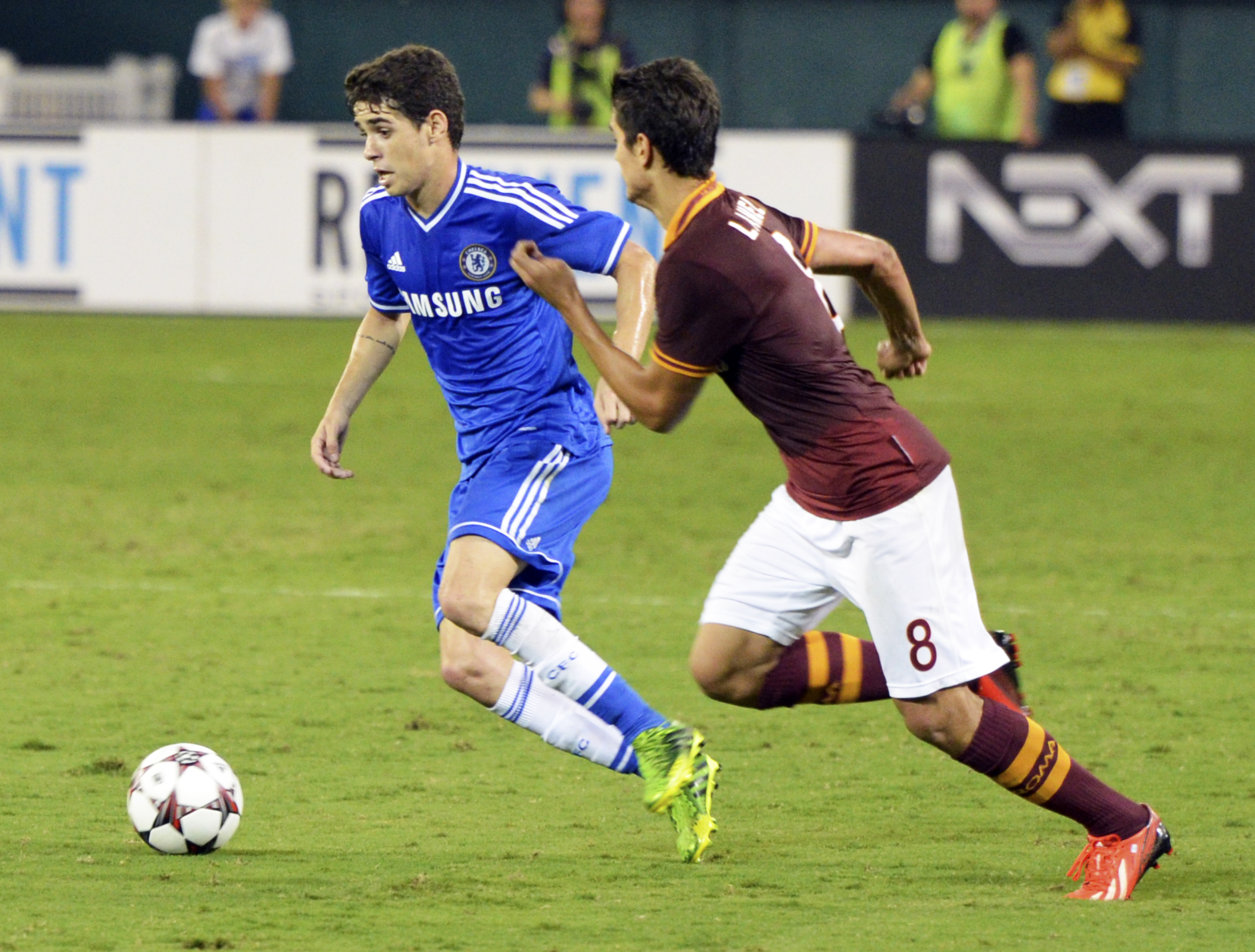
Erik Lamela contra Oscar en un partido contra el Chelsea Football Club el 10 de agosto de 2013.

El 10 de febrero de 2013 marca en la derrota 3-1 ante la Sampdoria. El 9 de marzo de 2013, en el empate 1-1 contra el Udinese Calcio, rival directo por acceder a la Liga Europea de la UEFA 2013-14 vuelve a marcar. El 17 de marzo de 2013 marca en la victoria 2-0 contra el Parma.
El 14 de abril de 2013 marca un gol en la victoria 2-1 contra el Torino, y también el 28 de abril en la goleada 4-0 contra el Siena en el Estadio Olímpico de Roma.
Si bien la A. S. Roma no logró entrar a la Liga Europea de la UEFA, fue unas de las figuras del equipo, tras tener una gran temporada en lo individual. Tras una gran temporada hubo muchos equipos interesados entre ellos estaban A. S. Monaco y Tottenham Hotspur.

### Tottenham Hotspur

#### Temporada 2013-14
El 28 de agosto de 2013 se confirma su traspaso al Tottenham Hotspur de Inglaterra, llegaría en reemplazo del galés Gareth Bale que pasaría al Real Madrid, el argentino llega a la Premier League por un contrato de 5 años por 30 millones de euros.
El 1 de septiembre de 2013 Lamela debuta con la camiseta del Tottenham Hotspur en el clásico contra el Arsenal F. C. ingresando en el segundo tiempo. Si bien su equipo perdió 1-0, Lamela encajó bien en el estilo de juego del DT André Villas-Boas. El 19 de septiembre de 2013 juega su primer partido como titular contra el Tromsø IL de Noruega cumplió con una buena actuación asistiendo para el gol de Jermain Defoe en la goleada 3-0 por la Liga Europa.
El 22 de septiembre entró desde el banco para ayudar a su equipo a obtener la victoria en el último minuto asistiendo al brasileño Paulinho para la victoria 1-0 por la fecha 5. El 24 de septiembre de 2013 tuvo una actuación descollante en la Copa de la Liga. Tuvo chances de gol que no pudo concluir. Igualmente, el Tottenham Hotspur goleó 5 a 0 al Aston Villa.
Por la Liga Europa de la UEFA Erik Lamela anotó un tanto en el triunfo del Tottenham Hotspur de Inglaterra sobre Sheriff de Moldavia, 2-1, de local, y se clasificó a los 16.os de final de la Liga Europa en un partido de la 4.ª fecha del Grupo K, además del gol, Lamela fue la figura del partido con muy buena actuación. A él le convirtieron el penal con el que el Tottenham Hotspur tuvo la victoria y clasificación.
El mediocampista de Tottenham Hotspur se resintió de una lesión en la espalda que lo alejará de las canchas por dos meses y que lo aleja definitivamente de sus chances mundialistas.

#### Temporada 2014-15
El 18 de julio se corrió el rumor de un posible traspaso de Lamela al campeón de la Serie A (Italia), la Juventus de Turín, a partir de un deseo del flamante DT Massimiliano Allegri, quien reemplazó a Antonio Conte, de buscar figuras argentinas para acompañar a Carlos Tévez.
Con la llegada del técnico argentino Mauricio Pochettino a la conducción del Tottenham Hotspur, Lamela, después de tener ofertas del fútbol italiano finalmente permaneció en el club inglés. A partir de buenas actuaciones en partidos de pretemporada empezó a meterse en los 11 titulares en la Premier League 2014-15.
El 16 de agosto el Tottenham Hotspur debutó en la Premier League contra el West Ham United con victoria 1-0, Lamela arrancó como titular pero no tendría gran participación en el partido. El 21 de agosto ya en el marco de la Liga Europa los " Spurs " jugaron en contra del AEL Limassol FC de Chipre. Allí ingresó en el segundo tiempo en reemplazo de Andros Townsend y tuvo una buena actuación dando una asistencia a Roberto Soldado.
El 24 de agosto Lamela tuvo otra descollante actuación con el Tottenham Hotspur, goleando 4-0 al Queens Park Rangers. El argentino asistió en dos ocasiones, la primera después de un córner que ejecutó a la cabeza de Eric Dier, quien puso el 2-0 y la segunda fue tras una gran jugada dejando jugadores en el camino y tirando el centro que definió de cabeza Nacer Chadli y puso el 3-0 parcial. El 23 de octubre el Tottenham Hotspur jugó contra el Asteras Tripolis FC de Grecia por la fase de grupos de la Liga Europa. Allí se destacó Erik Lamela con dos goles y siendo la figura de la cancha a raíz de un primer gol tras definir de rabona y luego un segundo tras una jugada que él armó que se desvió en un jugador contrario y le volvió a quedar para el remate con pierna izquierda desde el lado izquierdo del interior del área por bajo, junto al palo izquierdo poniendo el 3-0 parcial de su equipo.
El 29 de octubre por la Cuarta Ronda de la Copa de la Liga de Inglaterra el Tottenham Hotspur se enfrentó al Brighton & Hove Albion de la segunda división con victoria 2-0, con un tanto de Lamela que le permitió avanzar de ronda. El 20 de diciembre Tottenham Hotspur obtuvo un triunfo por la Premier League por 2-1 contra el débil Burnley F. C. con un gol de Erik Lamela que colocó la pelota al segundo palo, dejando al arquero sin reacción, en lo que fue su primer gol en Premier League.
El 24 de enero volvió a una convocatoria con el conjunto del norte de Londres casi un mes después de su lesión, su regreso fue como titular por la cuarta ronda de la FA Cup contra el Leicester City en la derrota 2-1 y eliminación de la competición. El 28 de enero Tottenham Hotspur, dirigido por Mauricio Pochettino y con el volante Erik Lamela como titular, empató como visitante ante Sheffield United, de la tercera división, por 2-2, en el partido revancha de las semifinales de la Copa de la Liga de Inglaterra y jugará una final historia ante Chelsea F. C.. El 25 de abril Erik Lamela volvería a convertir después de 16 partidos en el empate 2-2 en el encuentro de los "Spurs" como visitante ante el Southampton. El gol fue con polémica tras el centro de Harry Kane que logró desviar con la mano-hombro desde el centro del área por el lado derecho de la portería.

### Sevilla F. C.
El 26 de julio de 2021 fichó por el Sevilla F. C. Su pasé sumado a 25 millones de euros más variables fue el precio que pagó el Tottenham Hotspur Football Club por el futbolista Bryan Gil que militaba en el equipo sevillano. En su debut, hizo un doblete en 45 minutos. Una lesión a principios de diciembre le apartó del equipo durante 4 meses.
El 31 de mayo de 2023 ganó junto a este equipo su primer campeonato europeo, la UEFA Europa League, en la que ganó gracias a la tanda de penaltis en la cual Erik marcó uno de los tantos, más concretamente el segundo.
En mayo de 2024 anuncia la despedida del club hispalense cuando finalice su contrato en junio. Jugó con el club blanquirrojo un total de 92 partidos.

### A. E. K. de Atenas
Erik Lamela fichó por el AEK Atenas el 21 de julio de 2024, llegando como agente libre tras finalizar su contrato con el Sevilla Fútbol Club, firmando por tres temporadas, hasta junio de 2027.
Fue presentado como refuerzo para el ataque por el entrenador Matías Almeyda. 
Debutó oficialmente el 6 de agosto de 2024 en un partido de clasificación para la Liga Conferencia de la UEFA.
Durante su estadía disputó 31 partidos oficiales, en los que marcó 6 goles y dio 3 asistencias.
El 14 de agosto de 2025 rescindió su contrato con el club de mutuo acuerdo, poniendo fin a su etapa en Grecia. Tras esta rescisión, Lamela se retira del fútbol profesional y se une al cuerpo técnico de Matías Almeyda en el Sevilla Fútbol Club.

## Selección nacional

### Selección argentina sub-20

#### Copa Mundial de Fútbol Sub-20 2011
Erik Lamela no quedó en la lista del Campeonato Sudamericano Sub-20 de Wálter Perazzo. Si bien la selección de Argentina no hizo el mejor papel, le alcanzó para entrar al Copa del Mundo Sub-20.
El 15 de junio de 2011 Wálter Perazzo lo convoca para la Copa del Mundo Sub-20 y fue una de las sorpresas de la convocatoria. En el mundial la selección de Argentina estuvo en el llamado "Grupo de la Muerte". El 29 de julio debuta contra la selección de México fue una victoria 1-0 con su gol a los 70 minutos. En el segundo partido tuvo un empate 0-0 contra Inglaterra. En el último partido de la fase de grupos contra selección de Corea del Norte fue una goleada por 3-0 y pasó como el mejor del grupo con 7 puntos. En los octavos de final jugó contra selección de Egipto y marcó dos goles desde el punto del penal para la victoria 2 a 1 que le dio el pase a los cuartos de final. El 13 de agosto de 2011 juega contra la selección de Portugal fue un empate 0-0, pero la selección de Argentina quedó eliminado por penales 5 a 4.

#### Detalles
| 1     | 29 de julio de 2011 | Atanasio Girardot, Medellín, Colombia          | Argentina | 1-0 | México     |   |   | Copa Mundial Sub-20 Colombia 2011 |
| 2     | 1 de agosto de 2011 | Atanasio Girardot, Medellín, Colombia          | Argentina | 0-0 | Inglaterra |   |   | Copa Mundial Sub-20 Colombia 2011 |
| 3     | 9 de agosto de 2011 | Atanasio Girardot, Medellín, Colombia          | Argentina | 2-1 | Egipto     |   |   | Copa Mundial Sub-20 Colombia 2011 |
| 4     | 9 de agosto de 2011 | Olímpico Jaime Morón León, Cartagena, Colombia | Portugal  | 0-0 | Argentina  |   |   | Copa Mundial Sub-20 Colombia 2011 |
| Total |                     | Presencias                                     | 4         |     | Goles      | 3 | 0 |                                   |

### Participaciones en Copa América
| Copa                    | Sede           | Resultado  | Partidos | Goles |
| ----------------------- | -------------- | ---------- | -------- | ----- |
| Copa América 2015       | Chile          | Subcampeón | 1        | 0     |
| Copa América Centenario | Estados Unidos | Subcampeón | 6        | 2     |

#### Eliminatorias Brasil 2014
El 25 de mayo de 2011, Lamela fue convocado por primera vez por el seleccionador argentino Sergio Batista para debutar con la selección mayor en un amistoso, en Resistencia, Chaco frente a Paraguay. El 29 de febrero de 2012 su segunda convocatoria fue con Alejandro Sabella como director técnico, para jugar un amistoso en Berna, Suiza, frente a Suiza. El 23 de mayo de 2013 sería convocado para la doble fecha de las Eliminatorias Brasil 2014 contra la selección de Colombia y selección de Ecuador.
El 14 de junio de 2013 disputaría su segundo partido con la selección en un amistoso contra Guatemala ingresando en el segundo tiempo, el partido lo ganaría Argentina 4 - 0, Lamela entró en el segundo tiempo en reemplazo de Sergio Agüero tuvo una chance de gol pero fue un tiro desviado. El 30 de julio de 2013 Alejandro Sabella lo convoca para el amistoso contra la selección italiana, fue su primer partido como titular en la selección de Argentina tuvo un buen rendimiento en el primer gol de Gonzalo Higuaín asistiendo para el 1-0 parcial que luego terminó en victoria 2-1.
El 27 de septiembre es convocado para la doble fecha de Eliminatorias Sudamericanas para Brasil 2014 ante Perú y Uruguay, jugó el primer partido contra la selección de Perú entró en reemplazo de Rodrigo Palacio en el segundo tiempo fue un triunfo 3-1 y la selección de Argentina se quedó con el primer puesto en la eliminatoria, en el segundo partido contra selección de Uruguay el DT Alejandro Sabella puso un 11 alternativo donde Lamela arrancó como titular tuvo bajos y altos rendimientos en el partido pero fue una derrota 3-2 de la " albiceleste ". El 9 de noviembre fue convocado para jugar los amistosos contra la selección de Ecuador y de selección de Bosnia, El 18 de noviembre en el amistoso contra la elección de Bosnia ingresaría en reemplazo de Sergio Agüero que salió a los 78 minutos que ganaría 2-0 en Estados Unidos.

#### Copa América Chile 2015
El 1 de septiembre debido a las bajas de jugadores, el director técnico Gerardo Martino debió recurrir a los delanteros Nicolás Gaitán y Erik Lamela para reforzar el plantel de cara al amistoso el miércoles 3 de septiembre ante la selección de Alemania, el que fue su primer compromiso en el cargo de DT de la selección argentina. Ese mismo día convierte el segundo gol del partido, marcando así su primer gol con la selección mayor. El 22 de septiembre Dt Gerardo Martino volvió a convocar nuevamente a Lamela para la gira de Asia para jugar el Superclásico de las Américas ante selección de Brasil y un partido más contra la selección de Hong Kong.
El 11 de mayo el entrenador de la selección argentina, Gerardo Martino, dio a conocer la lista inicial preliminar de 30 convocados en la cual fue convocado Erik Lamela, para la Copa América que se realizara en Chile que se jugará desde el 11 de junio al 4 de julio próximos. El 27 de mayo el director técnico de la selección de Argentina, Gerardo Martino, dio a conocer la lista definitiva de 23 jugadores en el cual una de las novedades fue Lamela, que representaría al país en la Copa América de Chile.

#### Eliminatorias Rusia 2018
El 4 de septiembre de 2015 fue el primer compromiso para Lamela luego de la Copa América en una gira por Estados Unidos que serviría como preparación para las eliminatorias del Mundial 2018, esta contaría con dos amistosos, uno contra selección de Bolivia y otro contra la selección de México, en donde consiguió una victoria y un empate respectivamente.

#### Detalles
| 1     | 25 de mayo de 2011      | Centenario, Resistencia, Argentina           | Argentina | 4-2 | Paraguay             |   |   | Amistoso          |
| 2     | 14 de junio de 2013     | Mateo Flores, Ciudad de Guatemala, Guatemala | Guatemala | 0-4 | Argentina            |   |   | Amistoso          |
| 3     | 14 de agosto de 2013    | Olímpico, Roma, Italia                       | Italia    | 1-2 | Argentina            |   |   | Amistoso          |
| 4     | 11 de octubre de 2013   | El Monumental, Buenos Aires, Argentina       | Argentina | 3-1 | Perú                 |   |   | Elim. Brasil 2014 |
| 5     | 15 de octubre de 2013   | El Parque, Montevideo, Uruguay               | Uruguay   | 3-2 | Argentina            |   |   | Elim. Brasil 2014 |
| 6     | 18 de noviembre de 2013 | Busch Stadium, San Luis, EEUU                | Argentina | 2-0 | Bosnia y Herzegovina |   |   | Amistoso          |
| 7     | 3 de septiembre de 2014 | ESPRIT arena, Düsseldorf, Alemania           | Alemania  | 2-4 | Argentina            |   |   | Amistoso          |
| 8     | 11 de octubre de 2014   | Estadio Nacional, Pekín, China               | Argentina | 0-2 | Brasil               |   |   | Amistoso          |
| 9     | 12 de noviembre de 2014 | Boleyn Ground, Londres, Inglaterra           | Croacia   | 1-2 | Argentina            |   |   | Amistoso          |
| 10    | 18 de noviembre de 2014 | Old Trafford, Mánchester, Inglaterra         | Portugal  | 1-0 | Argentina            |   |   | Amistoso          |
| 11    | 6 de junio de 2015      | Bicentenario, Ciudad de San Juan, Argentina  | Argentina | 5-0 | Bolivia              |   |   | Amistoso          |
| 12    | 20 de junio de 2015     | Sausalito, Viña del Mar, Chile               | Argentina | 1-0 | Jamaica              |   |   | Copa América 2015 |
| 13    | 4 de septiembre de 2015 | BBVA Compass Stadium, Houston, EEUU          | Argentina | 7-0 | Bolivia              |   |   | Amistoso          |
| 14    | 13 de octubre de 2015   | Defensores del Chaco, Asunción, Paraguay     | Paraguay  | 0-0 | Argentina            |   |   | Elim. Rusia 2018  |
| 15    | 13 de noviembre de 2015 | El Monumental, Buenos Aires, Argentina       | Argentina | 1-1 | Brasil               |   |   | Elim. Rusia 2018  |
| 16    | 27 de mayo de 2016      | Bicentenario, San Juan, Argentina            | Argentina | 1-0 | Honduras             |   |   | Amistoso          |
| 17    | 7 de junio de 2016      | Levi's Stadium, Santa Clara, EEUU            | Argentina | 2:1 | Chile                |   |   | Copa América 2016 |
| 18    | 10 de junio de 2016     | Soldier Field, Chicago, EEUU                 | Argentina | 5:0 | Panamá               |   |   | Copa América 2016 |
| 19    | 14 de junio de 2016     | CenturyLink Field, Seattle, EEUU             | Argentina | 3:0 | Bolivia              |   |   | Copa América 2016 |
| 20    | 18 de junio de 2016     | Gillette Stadium, Foxborough, EEUU           | Argentina | 4:1 | Venezuela            |   |   | Copa América 2016 |
| Total |                         | Presencias                                   | 20        |     | Goles                | 3 | 1 |                   |

#### Participaciones en fases finales
| Torneo                           | Sede            | Resultado        | Part. | Goles | Asist. |
| -------------------------------- | --------------- | ---------------- | ----- | ----- | ------ |
| Copa Mundial Sub-20 de 2011      | Colombia        | Cuartos de final | 4     | 3     | 0      |
| Eliminatorias Sudamericanas 2014 | América del Sur | Primer lugar     | 2     | 0     | 0      |
| Copa América 2015                | Chile           | Subcampeón       | 1     | 0     | 0      |
| Copa América Centenario          | USA             | Subcampeón       | 4     | 2     | 0      |

## Estadísticas

### Clubes
Actualizado de acuerdo al último partido jugado el 11 de mayo de 2025.
| Club                               | Div.          | Temporada     | Liga  | Liga  | Liga   | Copas nacionales | Copas nacionales | Copas nacionales | Torneos internacionales | Torneos internacionales | Torneos internacionales | Total | Total | Total  |
| Club                               | Div.          | Temporada     | Part. | Goles | Asist. | Part.            | Goles            | Asist.           | Part.                   | Goles                   | Asist.                  | Part. | Goles | Asist. |
| ---------------------------------- | ------------- | ------------- | ----- | ----- | ------ | ---------------- | ---------------- | ---------------- | ----------------------- | ----------------------- | ----------------------- | ----- | ----- | ------ |
| C. A. River Plate Argentina        | 1.ª           | 2008-09       | 1     | 0     | 0      | —                | —                | —                | —                       | —                       | —                       | 1     | 0     | 0      |
| C. A. River Plate Argentina        | 1.ª           | 2009-10       | 1     | 0     | 0      | —                | —                | —                | —                       | —                       | —                       | 1     | 0     | 0      |
| C. A. River Plate Argentina        | 1.ª           | 2010-11       | 34    | 4     | 6      | —                | —                | —                | —                       | —                       | —                       | 34    | 4     | 6      |
| C. A. River Plate Argentina        | Total club    | Total club    | 36    | 4     | 6      | 0                | 0                | 0                | 0                       | 0                       | 0                       | 36    | 4     | 6      |
| A. S. Roma · Italia                | 1.ª           | 2011-12       | 29    | 4     | 7      | 2                | 2                | 0                | —                       | —                       | —                       | 31    | 6     | 7      |
| A. S. Roma · Italia                | 1.ª           | 2012-13       | 33    | 15    | 5      | 3                | 0                | 1                | —                       | —                       | —                       | 36    | 15    | 6      |
| A. S. Roma · Italia                | Total club    | Total club    | 62    | 19    | 12     | 5                | 2                | 1                | 0                       | 0                       | 0                       | 67    | 21    | 13     |
| Tottenham Hotspur F. C. Inglaterra | 1.ª           | 2013-14       | 9     | 0     | 1      | 2                | 0                | 0                | 6                       | 1                       | 3                       | 17    | 1     | 4      |
| Tottenham Hotspur F. C. Inglaterra | 1.ª           | 2014-15       | 33    | 2     | 7      | 5                | 1                | 1                | 8                       | 2                       | 2                       | 46    | 5     | 10     |
| Tottenham Hotspur F. C. Inglaterra | 1.ª           | 2015-16       | 34    | 5     | 9      | 2                | 0                | 1                | 8                       | 6                       | 0                       | 44    | 11    | 10     |
| Tottenham Hotspur F. C. Inglaterra | 1.ª           | 2016-17       | 9     | 1     | 1      | 2                | 1                | 4                | 3                       | 0                       | 2                       | 14    | 2     | 7      |
| Tottenham Hotspur F. C. Inglaterra | 1.ª           | 2017-18       | 25    | 2     | 2      | 6                | 2                | 3                | 2                       | 0                       | 0                       | 33    | 4     | 5      |
| Tottenham Hotspur F. C. Inglaterra | 1.ª           | 2018-19       | 19    | 4     | 2      | 5                | 1                | 0                | 9                       | 1                       | 1                       | 33    | 6     | 3      |
| Tottenham Hotspur F. C. Inglaterra | 1.ª           | 2019-20       | 25    | 2     | 1      | 5                | 1                | 1                | 5                       | 1                       | 2                       | 35    | 4     | 4      |
| Tottenham Hotspur F. C. Inglaterra | 1.ª           | 2020-21       | 23    | 1     | 0      | 4                | 2                | 0                | 8                       | 1                       | 1                       | 35    | 4     | 1      |
| Tottenham Hotspur F. C. Inglaterra | Total club    | Total club    | 177   | 17    | 23     | 31               | 8                | 10               | 49                      | 12                      | 11                      | 257   | 37    | 44     |
| Sevilla F. C. · España             | 1.ª           | 2021-22       | 20    | 5     | 2      | —                | —                | —                | 4                       | 0                       | 0                       | 24    | 5     | 2      |
| Sevilla F. C. · España             | 1.ª           | 2022-23       | 32    | 6     | 0      | 4                | 1                | 1                | 13                      | 2                       | 3                       | 49    | 9     | 4      |
| Sevilla F. C. · España             | 1.ª           | 2023-24       | 13    | 2     | 0      | 2                | 0                | 1                | 4                       | 0                       | 0                       | 19    | 2     | 1      |
| Sevilla F. C. · España             | Total club    | Total club    | 65    | 13    | 2      | 6                | 1                | 2                | 21                      | 2                       | 3                       | 92    | 16    | 7      |
| AEK Atenas F. C. · Grecia          | 1.ª           | 2024-25       | 24    | 5     | 3      | 5                | 1                | 0                | 2                       | 0                       | 0                       | 31    | 6     | 3      |
| AEK Atenas F. C. · Grecia          | Total club    | Total club    | 24    | 5     | 3      | 5                | 1                | 0                | 2                       | 0                       | 0                       | 31    | 6     | 3      |
| Total carrera                      | Total carrera | Total carrera | 364   | 58    | 46     | 47               | 12               | 13               | 72                      | 14                      | 14                      | 483   | 84    | 73     |
| 1. 2.                              |               |               |       |       |        |                  |                  |                  |                         |                         |                         |       |       |        |

### Selecciones nacionales
Actualizado de acuerdo al último partido jugado el 20 de noviembre de 2018.
| Selección          | Año               | Amistosos | Amistosos | Amistosos | Eliminatorias | Eliminatorias | Eliminatorias | Continental | Continental | Continental | Mundial | Mundial | Mundial | Total | Total | Total  |
| Selección          | Año               | Part.     | Goles     | Asist.    | Part.         | Goles         | Asist.        | Part.       | Goles       | Asist.      | Part.   | Goles   | Asist.  | Part. | Goles | Asist. |
| ------------------ | ----------------- | --------- | --------- | --------- | ------------- | ------------- | ------------- | ----------- | ----------- | ----------- | ------- | ------- | ------- | ----- | ----- | ------ |
| Sub-20 Argentina   | 2011              | 1         | 0         | 0         | —             | —             | —             | —           | —           | —           | 4       | 3       | 0       | 5     | 3     | 0      |
| Sub-20 Argentina   | Total             | 1         | 0         | 0         | 0             | 0             | 0             | 0           | 0           | 0           | 4       | 3       | 0       | 5     | 3     | 0      |
| Absoluta Argentina | 2011              | 1         | 0         | 0         | —             | —             | —             | —           | —           | —           | —       | —       | —       | 1     | 0     | 0      |
| Absoluta Argentina | 2013              | 3         | 0         | 1         | 2             | 0             | 0             | —           | —           | —           | —       | —       | —       | 5     | 0     | 1      |
| Absoluta Argentina | 2014              | 4         | 1         | 0         | —             | —             | —             | —           | —           | —           | —       | —       | —       | 4     | 1     | 0      |
| Absoluta Argentina | 2015              | 2         | 0         | 0         | 2             | 0             | 0             | 1           | 0           | 0           | —       | —       | —       | 5     | 0     | 0      |
| Absoluta Argentina | 2016              | 1         | 0         | 0         | 1             | 0             | 0             | 6           | 2           | 0           | —       | —       | —       | 8     | 2     | 0      |
| Absoluta Argentina | 2018              | 2         | 0         | 1         | —             | —             | —             | —           | —           | —           | —       | —       | —       | 2     | 0     | 1      |
| Absoluta Argentina | Total             | 13        | 1         | 2         | 5             | 0             | 0             | 7           | 2           | 0           | 0       | 0       | 0       | 25    | 3     | 2      |
| Total selecciones  | Total selecciones | 14        | 1         | 2         | 5             | 0             | 0             | 7           | 2           | 0           | 4       | 3       | 0       | 30    | 6     | 2      |
| 1. 2. 3.           |                   |           |           |           |               |               |               |             |             |             |         |         |         |       |       |        |

### Resumen estadístico
| Torneo                  | Part. | Goles | Asist. |
| ----------------------- | ----- | ----- | ------ |
| Liga                    | 364   | 58    | 46     |
| Copas nacionales        | 47    | 12    | 13     |
| Torneos internacionales | 72    | 14    | 14     |
| Selección absoluta      | 25    | 3     | 2      |
| Total                   | 508   | 87    | 75     |

## Palmarés

### Títulos internacionales
| Título                 | Equipo        | Sede     | Año     |
| ---------------------- | ------------- | -------- | ------- |
| Liga Europa de la UEFA | Sevilla F. C. | Budapest | 2022-23 |

### Distinciones individuales
| Distinción                        | Año     |
| --------------------------------- | ------- |
| Premier League Goal of the Season | 2020-21 |
| Premio Puskás                     | 2021    |